# Ensayo sobre la desigualdad de las razas humanas

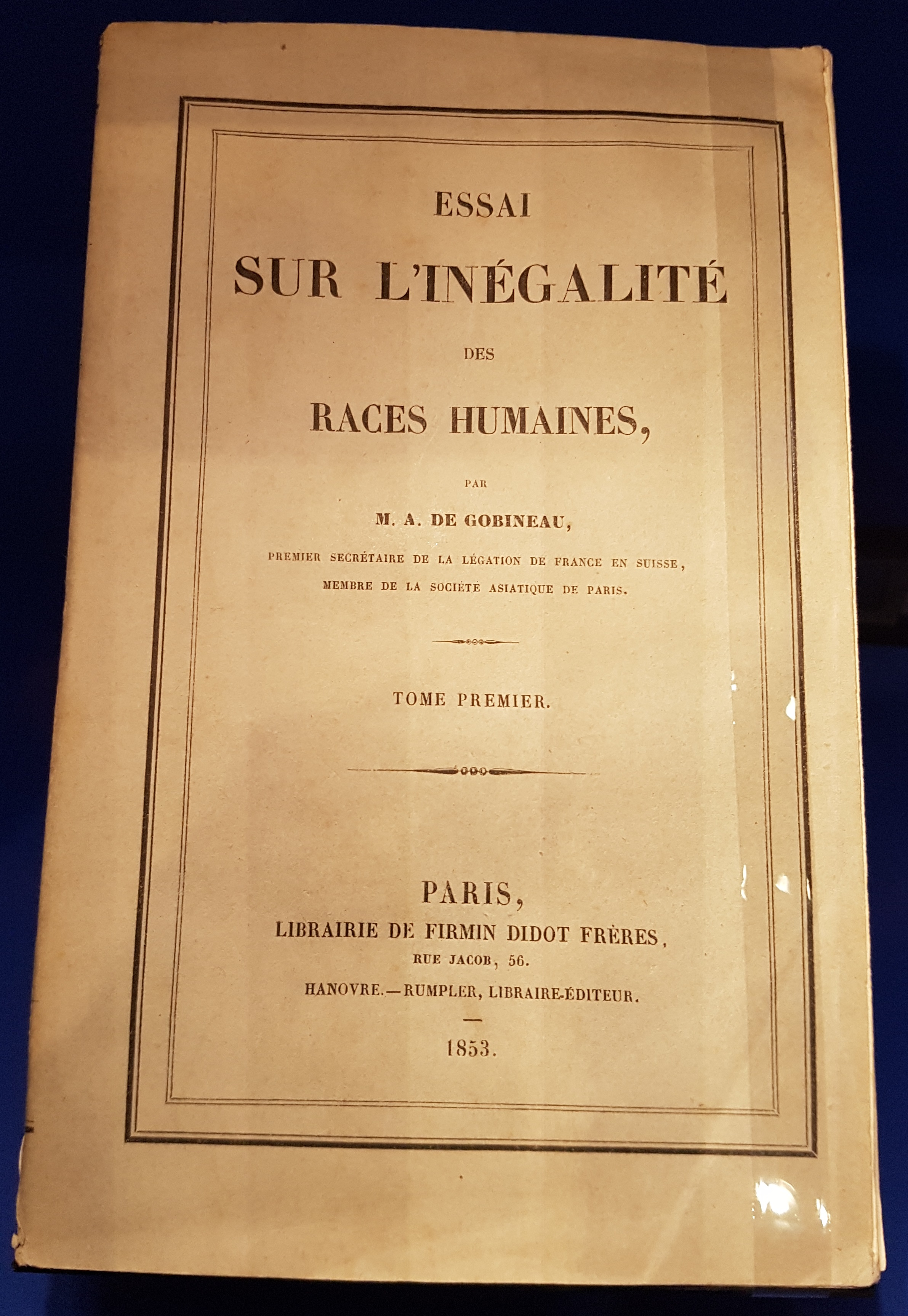
Ensayo sobre la desigualdad de las razas humanas de Arthur de Gobineau. (edición original)

El Ensayo sobre la desigualdad de las razas humanas es un libro publicado en 1853 y 1855 por el escritor francés Joseph Arthur de Gobineau. Es considerado como la obra inicial de la filosofía racista. El Ensayo tuvo gran influencia sobre el músico alemán Richard Wagner, quien se hizo amigo personal de Gobineau, así también como influiría posteriormente en Adolf Hitler y las ideas antisemitas del movimiento nacionalsocialista.

## Contenido
La obra está dividida en seis volúmenes (divididos en capítulos) y una conclusión final, en el que se realiza una historia de las civilizaciones desde el punto de vista racial. Gobineau parte de una constatación inicial: el hecho de que las civilizaciones mueren, al igual que los organismos vivos; y de una pregunta inicial: ¿cuál es la razón que lleva a la decadencia y muerte de las civilizaciones?
El libro fue dedicado "a su majestad Jorge V, Rey de Hanóver".
El primer libro (La condición mortal de las civilizaciones y de las sociedades resulta de una causa general común), integrado por 16 capítulos, está dedicado a analizar cuestiones generales, como la causa de la muerte de las civilizaciones, el factor racial en las luchas sociales, las diferencias raciales y culturales de la especie humana, las razas humanas, las características y desigualdades de las razas (factores ambientales, alimenticios y culturales), la superioridad de la raza aria (por estos factores), el efecto degenerador de las mezclas («melanges») entre las razas, por esas razones.
El segundo libro (Civilización antigua brillante del Asia central al Sud-Oeste) tiene siete capítulos, dedicados a analizar a los camitas, semitas, cananeos, asirios, hebreos, hurritas, egipcios y etíopes. 
El tercer libro (Civilización brillante del Asia central hacia el Sud y el Sud-Este) consta de seis capítulos, en los que analiza a los arios sus orígenes y su expansión, los brahamanes, el budismo, la India del siglo XIX.
El cuarto libro (Civilización semitas del Sud-Oeste) comprende cuatro capítulos, que tratan de la importancia de las naciones indoeuropeas para el desarrollo del mundo.
El quinto libro (Civilización europea semitizada) tiene siete capítulos, sobre las poblaciones primitivas de Europa, los tracios, ilirios, etruscos, íberos, galos, los pueblos italiotas aborígenes.
El sexto libro (La civilización occidental) consta de ocho capítulos, dedicados en su mayor parte a analizar a los germanos. En puntos sucesivos se refiere a los eslavos, la Era Vikinga, los desarrollos posteriores de la sociedad medieval (sus gobernantes, ejércitos...), los indígenas americanos y la colonización europea de América.
Como síntesis general de su obra, Gobineau termina concluyendo que:
- el factor racial y/o étnico es decisivo para establecer la causa de la muerte de las civilizaciones;
- la especie humana está dividida en razas,[4] La superioridad racial aria, al ser la que posee "el monopolio de la belleza, de la inteligencia y de la fuerza" por el clima "idílico" donde se desarrolló, comparado con el resto de razas[5]
- todas las grandes civilizaciones que han existido, que él establece en diez, incluyendo las tres grandes civilizaciones americanas precolombinas[6] han debido su grandeza al hecho de haber sido dirigidas por pueblos de raza aria (teoría de la Atlántida e Hiperbórea);[7]
- la causa de la «degeneración» y caída de las grandes civilizaciones fundadas por la raza aria, se debió a las mezclas raciales («melanges»);
- si se quiere evitar la caída de la civilización aria moderna, es necesario entonces evitar la mezcla de los arios con otras razas.

Las ideas de Gobineau provienen a su vez de las obras antropológicas de clasificación del género humano a partir de los conceptos biológicos de "especie" y "raza", desarrollados por los científicos desde el siglo XVIII. La teoría de la raza aria proviene de los descubrimientos realizados por la lingüística histórica del siglo XIX, al identificar los idiomas asiáticos —avéstico de la antigua Persia y sánscrito del Valle del Indo— como antecesores de las principales lenguas europeas incluyendo el latín, el griego, todas las lenguas germánicas y célticas. Sin mayor rigor, el lingüista alemán Friedrich Schlegel dedujo que si había un lenguaje originario común, debió haber también un antiguo pueblo originario, al que denominó "ario" y le atribuyó ser el origen de todos los pueblos europeos y asiáticos.
En 1885 el antropólogo haitiano Anténor Firmin publicó su tratado De la igualdad de las razas humanas, en respuesta al famoso libro de Gobineau y al colonialismo, en momentos en que los europeos se repartían África en la Conferencia de Berlín, ignorando a sus habitantes. Precursor del pensamiento antirracista y de la antropología moderna, la obra de Firmin sería ignorada por los académicos europeos durante décadas, hasta que el colapso moral del Holocausto obligara a las potencias del mundo a asumir una posición pública contraria al racismo.